# Paratendipes subaequalis
Paratendipes subaequalis är en tvåvingeart som först beskrevs av Malloch 1915.  Paratendipes subaequalis ingår i släktet Paratendipes och familjen fjädermyggor. Det är osäkert om arten förekommer i Sverige. Inga underarter finns listade i Catalogue of Life.